# Alfabeto glagolítico

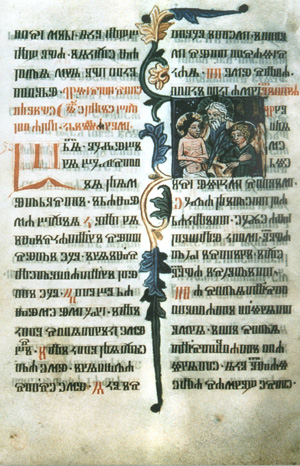
O Evangelho de Reims em glagolitico.

O alfabeto glagolítico (glagólitsa nas línguas eslavas) é o mais antigo dos alfabetos eslavos que se conhecem. Foi criado pelos santos Cirilo e Metódio por volta de 862-863 para traduzir a Bíblia e outros textos para as línguas eslavas.

## Etimologia
O nome vem da palavra glagola, que em búlgaro antigo significa palavra (e de onde vem o nome da letra "G"). Como glagolati significa falar, poeticamente refere-se ao Glagolítico como "os sinais, ou os símbolos que falam".
O alfabeto glagolítico original constava de 41 letras, embora a quantidade tenha variado levemente, em versões posteriores. Das 41 letras glagolíticas originais, 24 derivam, provavelmente, de grafemas de cursiva medieval do alfabeto grego, às quais se deu um desenho mais ornamental. Supõe-se que as letras sha, shta e tsi provenham do alfabeto hebraico (das letras shin e tsadi). Os fonemas que representam estas letras não existiam em grego mas sim em eslavo e são bastante comuns em todas as línguas eslavas. Dentre os originais, os caracteres restantes são de origem desconhecida. Acredita-se que alguns podem provir de caracteres hebraicos e samaritanos, que Cirilo aprendeu em suas viagens.

## Nome
O nome "Glagolítico" é em checo hlaholice, em eslovaco hlaholika, em polaco głagolica, em russo, macedónio e búlgaro глаго́лица (transliterado glagólitsa), em sérvio глагољица (transliterado glagoljica), em croata glagoljica, em ucraniano глаголиця (transliterado hlaholytsia), em bielorrusso глаголіца (transliterado hlaholitsa), em esloveno glagolica, etc. 

## Distribuição
O alfabeto foi criado com o objetivo de divulgar a palavra de Deus /a Bíblia/ na Grande Morávia em uma linguagem acessível ao povo com os sons adequados. Devido a vicissitudes históricas e reviravoltas, em vez de na Grande Morávia, esse alfabeto se espalhou pela primeira vez na Bulgária até o final do século IX. A partir dele foi criado o Alfabeto cirílico arcaico.
O local de criação do alfabeto glagolítico é o mosteiro de Polychrono, às margens do Mar de Mármara. Durante a Idade Média, o alfabeto permaneceu em uso por mais tempo na Croácia até o final do século XVI, onde sua variante era conhecida como o alfabeto glagolítico angular. Monumentos glagolíticos escritos foram criados na Bulgária no final do século XI. Na versão búlgara, o alfabeto é conhecido como Glagolítico redondo.
Em 1483, o primeiro livro glagolítico foi impresso em Veneza. Glagolítico é um alfabeto muito bonito, mas pouco prático. Por este motivo, foi substituído pelo alfabeto cirílico.

## Restauração e estudo do alfabeto
O alfabeto glagolítico foi concebido como um alfabeto sagrado na primeira língua litúrgica após a queda do trilíngue de Heresia na Idade Média.
Todos os anos, 22 de fevereiro é celebrado na Croácia como o dia do alfabeto glagolítico croata e os verbos, e na Bulgária, por quatro meses, um professor aposentado copiou em 2020 o alfabeto glagolítico "Istoriya Slavyanobolgarskaya", que mostra que o alfabeto é relativamente fácil aprender. 